# Bajorország miniszterelnökeinek listája
Ez a lista Bajorország miniszterelnökeinek névsorát tartalmazza.
| Név                 | Kép | Hivatali idő                             | Párt |
| ------------------- | --- | ---------------------------------------- | ---- |
| Fritz Schäffer      |     | 1945. május 28. – 1945. szeptember 28.   | CSU  |
| Wilhelm Hoegner     |     | 1945. szeptember 28. – 1946 december 16. | SPD  |
| Hans Ehard          |     | 1946. december 21. – 1954. december 14.  | CSU  |
| Wilhelm Hoegner     |     | 1954. december 14. – 1957. október 8.    | SPD  |
| Hanns Seidel        |     | 1957. október 16. – 1960. január 22.     | CSU  |
| Hans Ehard          |     | 1960. január 26. – 1962. december 11.    | CSU  |
| Alfons Goppel       |     | 1962. december 11. – 1978. november 6.   | CSU  |
| Franz Josef Strauss |     | 1978. november 6. – 1988. október 3.     | CSU  |
| Max Streibl         |     | 1988. október 19. – 1993. május 27.      | CSU  |
| Edmund Stoiber      |     | 1993. május 28. – 2007. szeptember 30.   | CSU  |
| Günther Beckstein   |     | 2007. október 9. – 2008. október 27.     | CSU  |
| Horst Seehofer      |     | 2008. október 27. – 2018. március 13.    | CSU  |
| Markus Söder        |     | 2018. március 17 –                       | CSU  |